# Chemin
Pour les articles homonymes, voir Chemin (homonymie).
Ne doit pas être confondu avec route ou voie de communication.

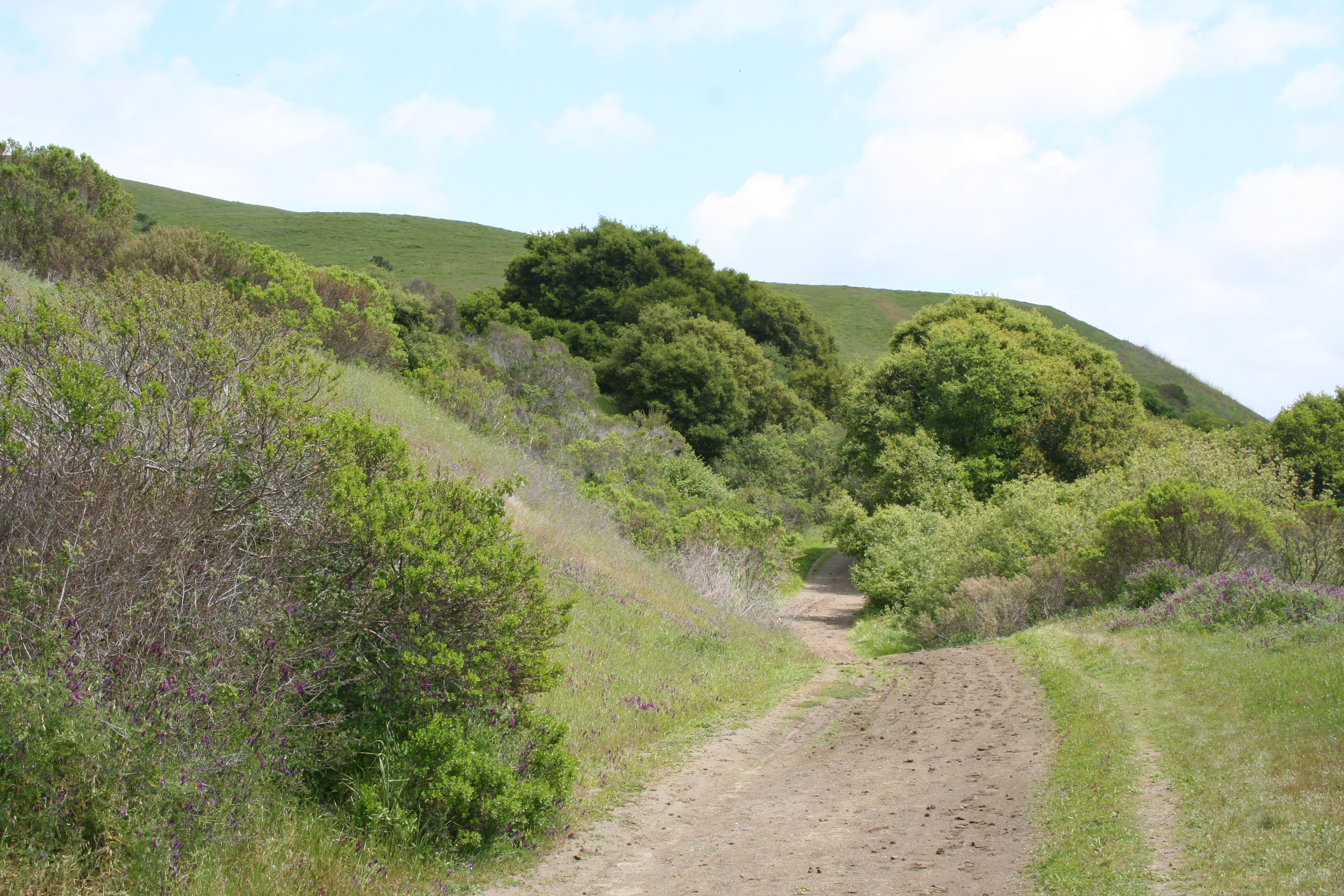
Chemin de terre, de configuration de type routière, ou « piste ».

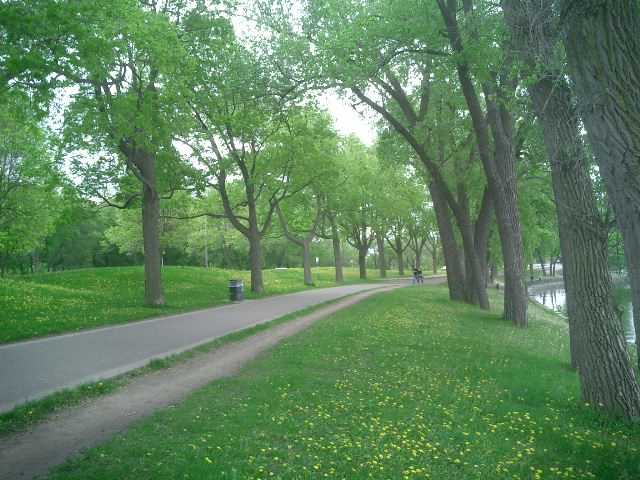
Sur les bords de chemins en dur, on observe souvent une trace marquant le passage répété des joggers et des piétons qui préfèrent courir ou marcher sur le sol naturel.

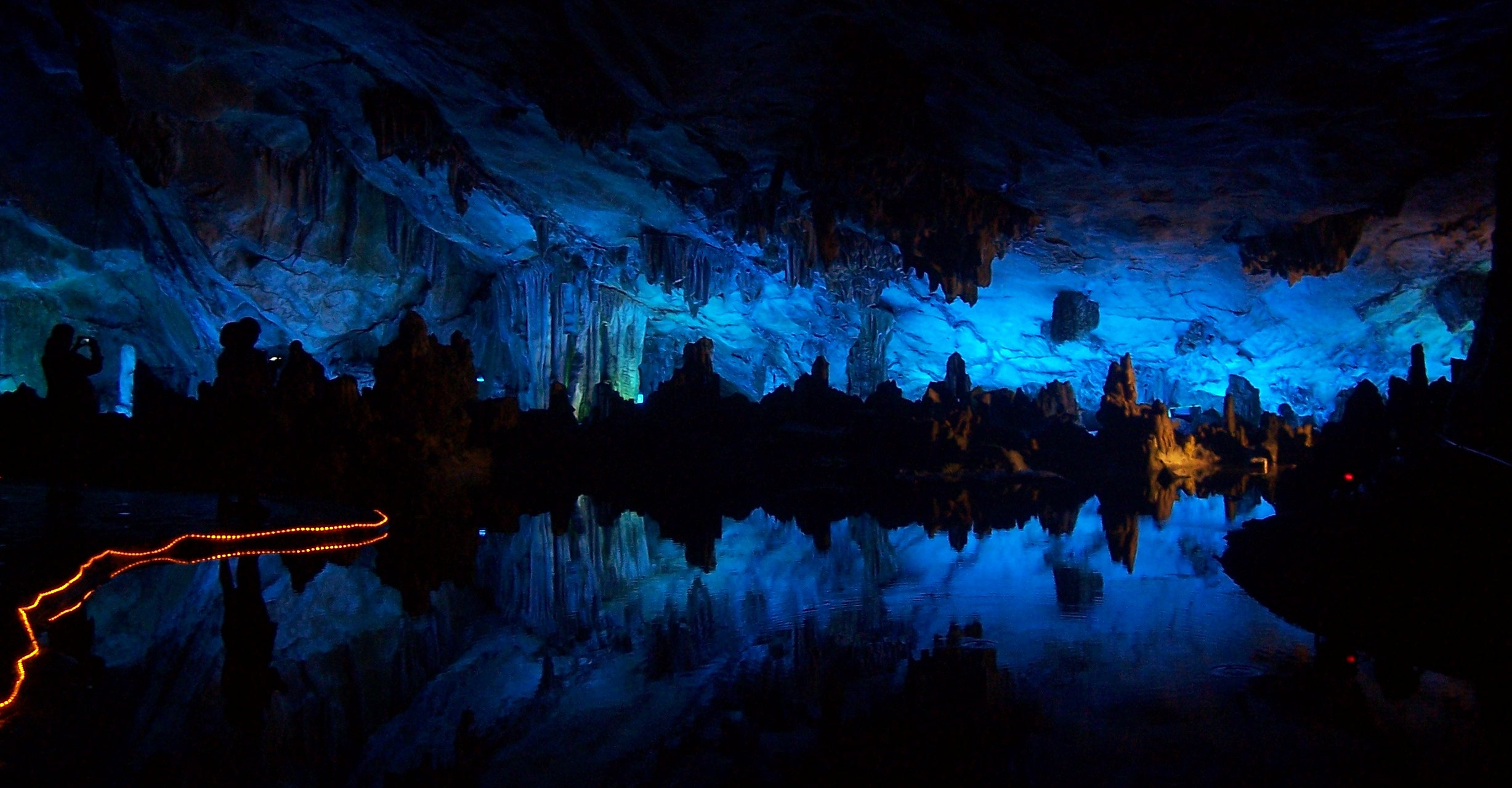
Chemin de lumière (à gauche) dans la grotte de la flûte de pan à Guilin. Dans l'obscurité le chemin doit être mieux balisé.

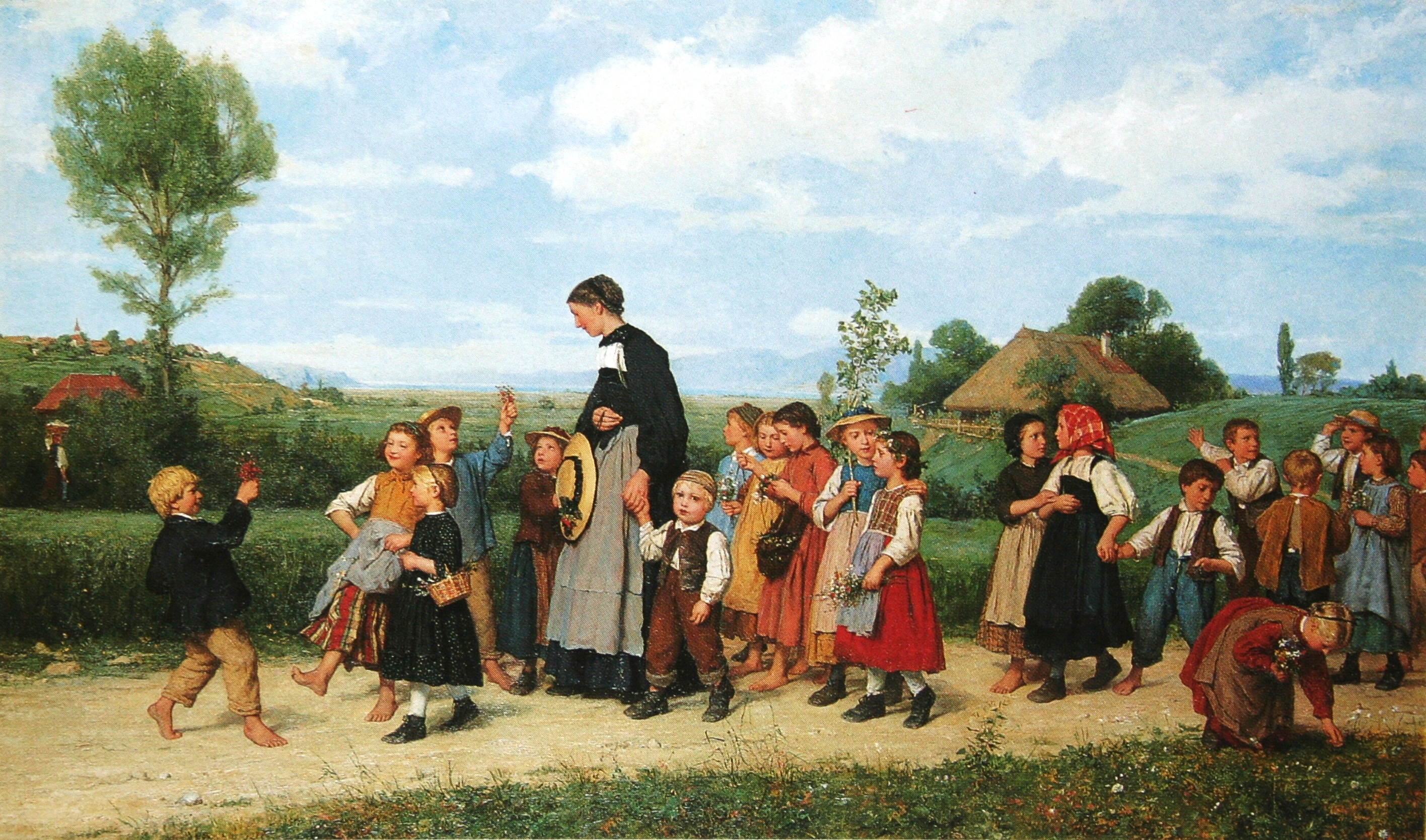
Le chemin de l'école - Albert Anker 1872

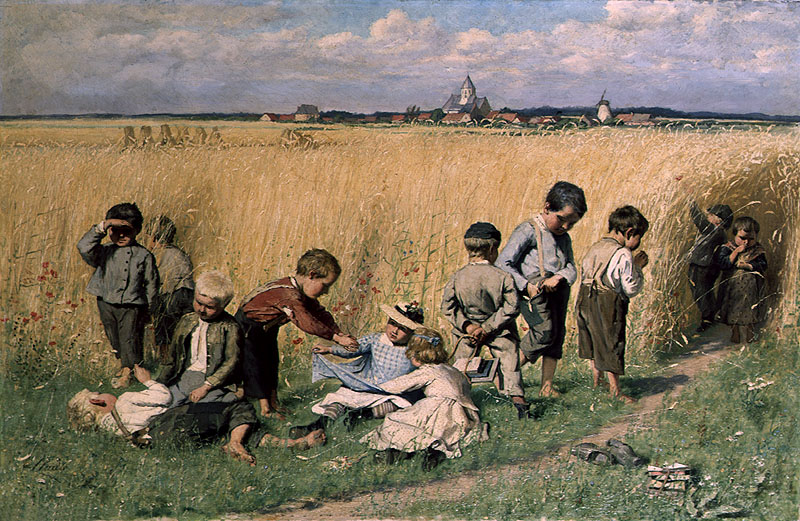
Autre exemple de "chemin de l'école" Emile Claus, avant 1924)

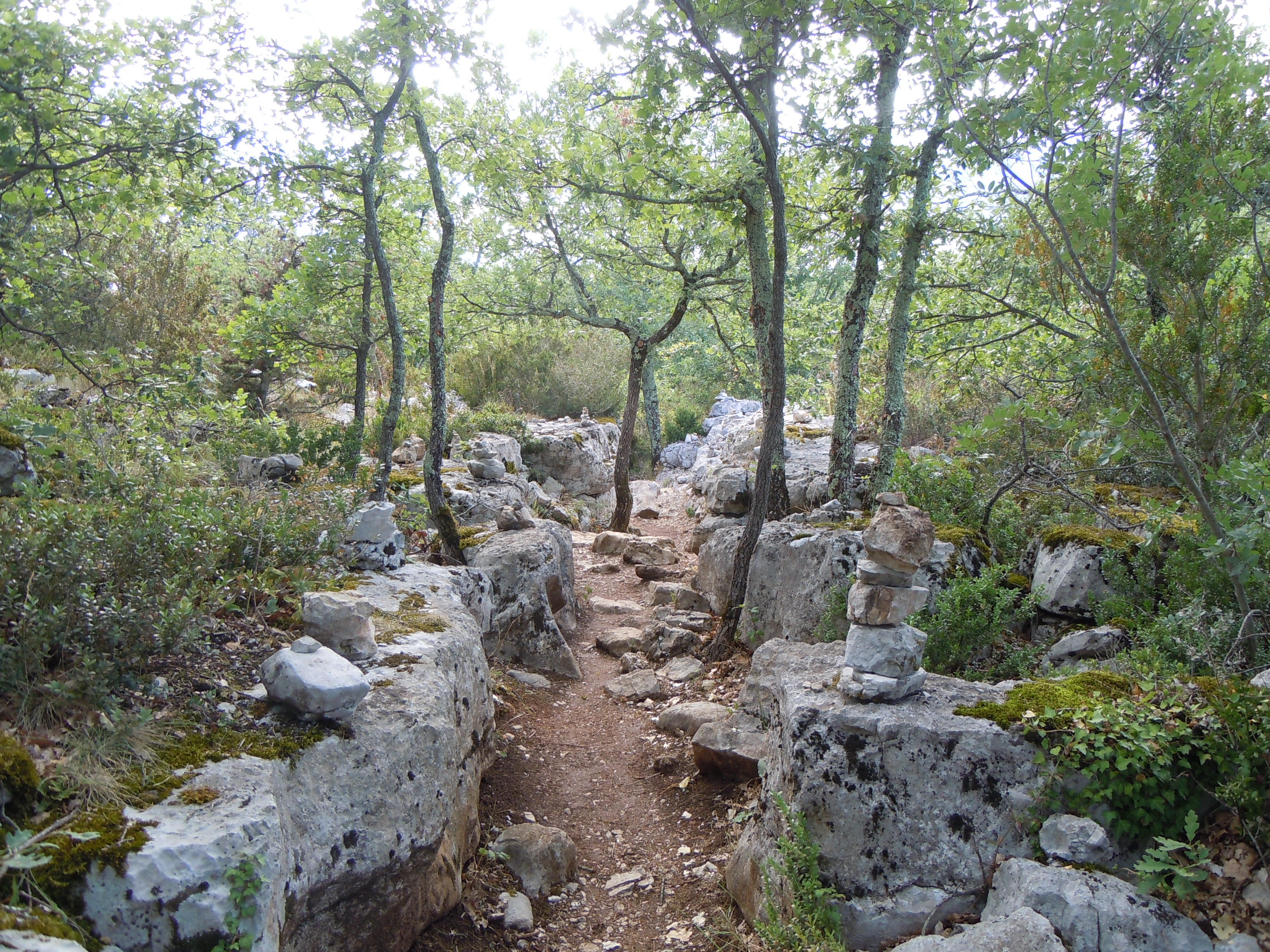
Chemin à murets et encastré (Bois de Paiolive, en Ardèche)

Un chemin est une voie, un passage (lieu de « cheminement ») destiné à la circulation humaine ou animale.  
Il peut être revêtu d'une chaussée ou directement tracé sur le sol.

Les chemins forestiers sont parfois appelés layons quand il s'agit de chemins droits d'exploitation ou d'entretien sylvicole. 

Dans le nord de la France, le mot sente ou « piésente » désignait aussi les petits chemins (sentiers pour piétons). Un chemin est dit de  « ceinture » lorsque son tracé fait le tour d'une île, au plus près du rivage (chemin de ceinture de l' île Sainte-Marguerite).
Les chemins, sentes, présentes et sentiers sont aussi des éléments importants de la toponymie ; souvent associé à des évocations d'animaux, de lieux, de personnages ou de fonctions (ex : chemin du val au loup, Chemin du Roy, Chemin du Piedmont Sentier littoral, Sentier du cratère Dolomieu, chemin de halage, sentier Garrigue dans les Calanques...).

## Histoire et tradition des chemins
La propriété du territoire étant fort divisée, l'entretien de ces grands chemins est quasi anarchique. Enfin, les barrières de péage se multipliant, la cupidité humaine s’organise très vite pour les contourner.
Alors que les routes pavées étaient encore relativement rares en Europe, les chemins, stratégiques, ont partout fait l'objet d'us et coutumes pour leur entretien et les servitudes.
Près de Saint-Omer,  dans le Nord de la France, on pouvait payer ses impôts en cailloux (silex) extrait de carrières qu'on apportait pour boucher les trous de routes ou chemins.
La largeur des chemins était souvent réglementée ou très normée. Ce fait est connu pour les voies romaines, mais - à titre d'exemple-  un document du 19 décembre 1462) donne en Belgique une nomenclature des chemins, sentiers, ruelles : le chemin royal (reliant deux villes) devait mesurer deux verges de largeur et censé être entretenu par les princes. Dans la Principauté de Liège, le chemin royal a une largeur de 32 pieds (9,60 m).
Dans tous les pays de nombreux sentiers et chemins parfois très anciens (Chemins médiévaux qui pour certains dataient peut-être de la préhistoire) ont disparu avec l'extension de l'agriculture intensive (et en France principalement à cause des remembrements).
Certains chemins peuvent faire partie des voies vertes du réseau européen des véloroutes et voies vertes

## Définition juridique des chemins

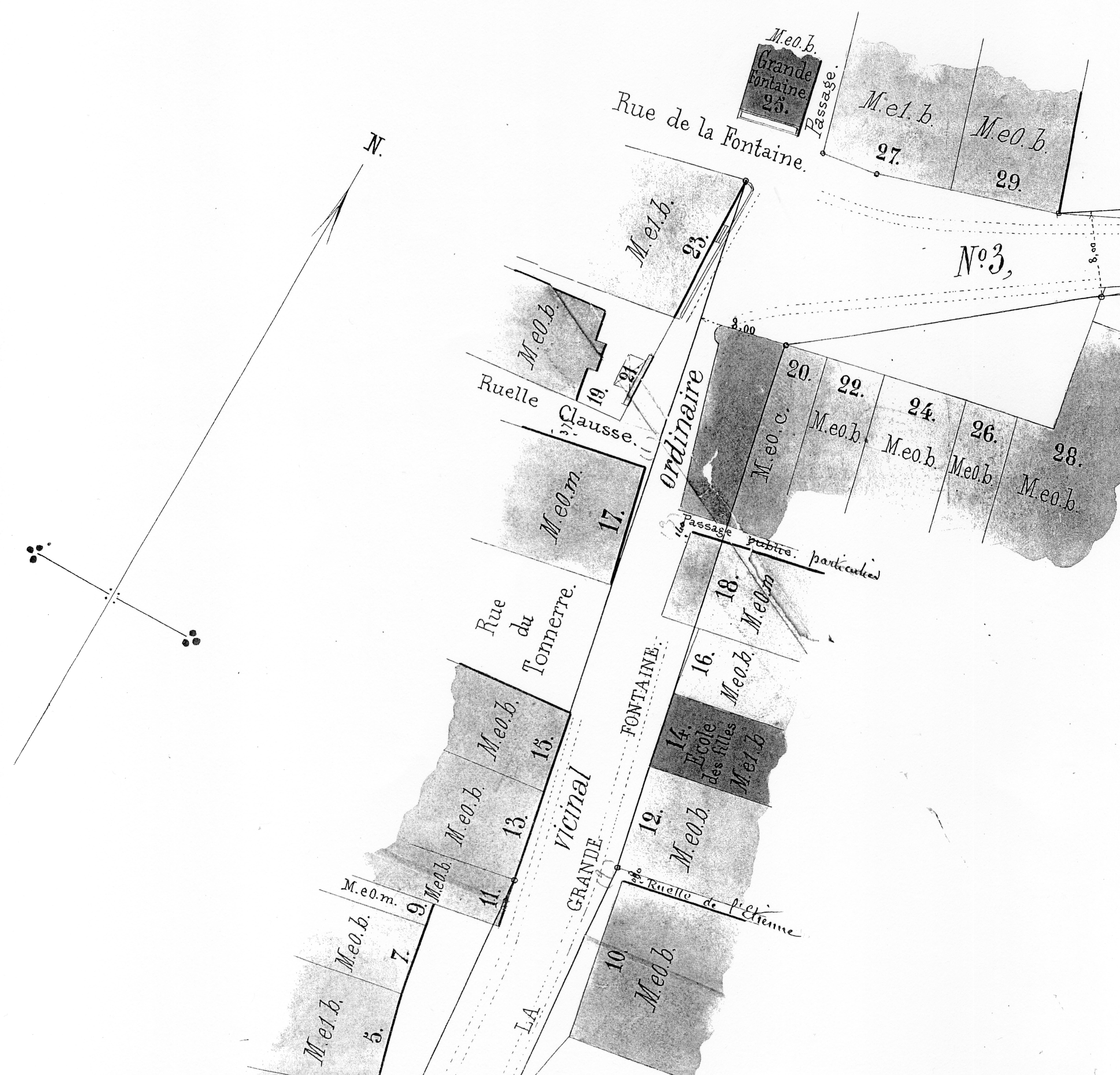
Commune de Réville (Meuse). Chemins vicinaux ordinaires. Plan d'alignement des traverses. Service vicinal de l'arrondissement de Montmédy, juillet 1884.

### En Belgique
En Belgique, pour ce qui concerne le droit de passage, la loi de 1841 sur les chemins vicinaux ne fait pas de distinction entre chemins et sentiers. Le code forestier wallon définit par contre le  chemin comme toute « voie ouverte à la circulation du public, en terre ou empierrée, plus large qu’un sentier, qui n’est pas aménagée pour la circulation des véhicules en général ».

### En France
La loi du 21 mai 1836, dite de Thiers-Montalivet, distingue les chemins vicinaux, classés et gérés grâce aux subventions du Conseil général, des chemins ruraux.
Le décret-loi du 14 juin 1938 définit la catégorie des chemins départementaux, propriété du département et cessant alors d'être à la charge des communes.
Pour le cartographe, en France, parmi les classes ou types d'un système d'information géographique (SIG), pour la  BD TOPO de l'IGN, la rubrique chemin rassemble les « Chemins empierrés », « Chemins », « sentiers », « escaliers » et « Piste cyclable ». Dans cette même base les chemins peuvent être associés à des « bacs piéton », « gués » ou « radiers », ou encore à des « ponts » et « tunnels ». 
Définitions (pour l'IGN) :
- les chemins sont « prévus pour la circulation de véhicules ou d’engins d’exploitation. Ils ne sont pas forcément carrossables pour tous les véhicules et par tout temps (voir aussi “route empierrée”) » et peuvent comprendre des allées, laies forestières (Chemin forestier délimitant des parcelles, selon le Larousse, ou « Percée en ligne droite en général non empierrée, pratiquée à travers » selon l'association française de topographie[8]), sentier[9].
- les sentiers sont des « Chemins étroits ne permettant pas le passage de véhicules. Seuls les principaux sentiers sont inclus (dans la BD TOPO). Passerelles supportant une allée, directement reliés au réseau routier. Les passerelles ont une position par rapport au sol supérieure à 0 »[9].

## Dans les jardins
Dans un jardin privatif ou public, des chemins sont tracés et aménagés, par exemple pour parcourir les espaces sans marcher dans de la terre salissante, surtout en cas d'humidité et sans écraser les plantations visibles ou non qui s'y trouvent.
Un exemple simple et économique à réaliser est le chemin en pas japonais (cf. infra).

### Chemin en pas japonais
C'est un chemin artificiel, fait de plaques espacées, posées ou encastrées dans le sol, souvent décalées, pour traverser une zone herbeuse ou bouseuse sans se salir tout en assurant la continuité écologique.